# Orthocentrinae
Orthocentrinae (лат.) — подсемейство паразитических наездников семейства Ichneumonidae. Насчитывает около 30 родов. Мелкие или средних размеров наездники, длиной до 10 мм. Тело стройное, кроме представителей триб Microleptini и Orthocentrini. Жвалы обычно с 2 зубцами. Птеростигма явственная. Личинки — паразиты пилильщиков. Встречаются повсеместно.

## Палеонтология
В ископаемом состоянии известны из раннего эоцена США.

## Список родов
Мировая фауна включает 29 родов и около 500 видов, в Палеарктике — 24 рода и около 330 видов. Фауна России включает 23 рода и 185 видов наездников-ихневмонид этого подсемейства. 
Некоторые роды подсемейства Orthocentrinae:
- Aniseres Förster, 1871
- Aperileptus Förster, 1868
- Apoclima Förster, 1869
- Atabulus
- Batakomacrus
- Catastenus Förster, 1868
- Dialipsis
- Entypoma
- Eusterinx Förster, 1868
- Gnathochorisis
- Helictes Haliday, 1838
- Hemiphanes
- Kentrotryphon
- Megastylus Schioedte, 1838
- Neurateles Ratzeburg, 1848
- Orthocentrus Gravenhorst, 1829
- Pantisarthrus
- Picrostigeus
- Plectiscidea Viereck, 1914
- Plectiscus Gravenhorst, 1829
- Proclitus
- Proeliator
- Stenomacrus Förster, 1868
- Symplecis
- Terminator Humala, 2007[6]